# Vachellia oerfota
Vachellia oerfota (Forssk.) Kyal. & Boatwr. è una pianta appartenente alla famiglia delle leguminose.

## Descrizione
Si presenta come un arbusto alto fino a 5 metri con rami che irradiano dalla base in tutte le direzioni. Presenta ramoscelli diritti color grigio-bianco, con spine lunghe fino a 1,5 cm.

## Distribuzione e habitat
Cresce in Africa nord-orientale, dall'Egitto all'Uganda, nella penisola arabica e in Iran.